# Bodarne pastorat
Bodarne pastorat är ett pastorat i Södra Närkes kontrakt i Strängnäs stift i Laxå kommun i Örebro län. 
Pastoratet bildades 2014 genom sammanläggning av pastoraten:
- Ramundeboda pastorat
- Finnerödja-Tiveds pastorat överfördes samtidigt från Vadsbo kontrakt och Skara stift

Pastoratet består av följande församlingar:
- Ramundeboda församling
- Skagershults församling
- Finnerödja-Tiveds församling

Pastoratskod är 041109 (före 2018 041007).